# Parque nacional Monte León
El parque nacional Monte León (o parque y reserva nacional Monte León) es un área protegida federal situada sobre el litoral marítimo de la provincia de Santa Cruz, en la Patagonia de Argentina. Constituye una muestra representativa de la biodiversidad de la estepa y costa patagónica en buen estado de conservación, con sitios de valor paleontológico. Cuenta con una superficie de 62 169 ha 26 a 30 ca y posee 36 km de costas sobre el mar Argentino. Bajo el nombre genérico de parque nacional se comprende el parque nacional Monte León y la reserva nacional Monte León.

## Historia previa
Hace unos 10 milenios grupos de cazadores recolectores aprovechaban los ambientes costeros y sus variados recursos como aves, roedores, camélidos, moluscos y lobos marinos. Los grupos tehuelches, descendientes de los primeros pobladores, ampliaron el uso del territorio, desarrollando un mayor intercambio con grupos más alejados. La llegada del hombre blanco fue motivo de grandes modificaciones en las poblaciones originales. La paulatina dependencia de productos de intercambio y la pérdida de territorio provocó la migración hacia el oeste de la provincia y la incorporación a tareas rurales. 
Durante la presidencia de Nicolás Avellaneda a principios de 1876 se otorgaron en la ciudad de Buenos Aires autorizaciones para la explotación de guano en este lugar ubicado a 35 km al sur del río Santa Cruz, en cuya desembocadura estaba radicado en la isla Pavón el comandante Luis Piedrabuena desde 1859. De esta forma se fundó un pequeño caserío estable para las faenas y en abril de 1859, llegó la noticia ante el gobernador chileno de Punta Arenas, Diego Dublé Almeyda, quien envió a la cañonera Magallanes, tomando prisionera a la barca francesa Jeanne-Amélie que tenía permiso argentino y que se hundiría entrando al estrecho de Magallanes empeorando aún más la situación binacional.
Francisco P. Moreno (impulsor del sistema de parques nacionales de Argentina) visitó el área a fines del siglo XIX, como así también lo harían Carlos Ameghino y el padre Alberto De Agostini. 
La estancia Monte León perteneció a la firma The Southern Patagonia Sheep Farming Company Limited. Esta gran explotación ovina se vendió en 1920 a la familia Braun, quienes continuaron con esa actividad hasta 2006. La extracción de guano fue importante hasta 1930.

## Creación y legislación
En 1996 se propuso la inclusión de Monte León en el Sistema Nacional de Áreas Protegidas de Argentina. El 26 de septiembre de 1996 la Legislatura de Santa Cruz sancionó la ley n.º 2445 que creó la reserva provincial Isla de Monte León.
Francisco Erize, exdirector de la Administración de Parques Nacionales recomendó el proyecto a Douglas Tompkins, un ecologista y empresario estadounidense, director de la ONG conservacionista The Conservation Land Trust. 

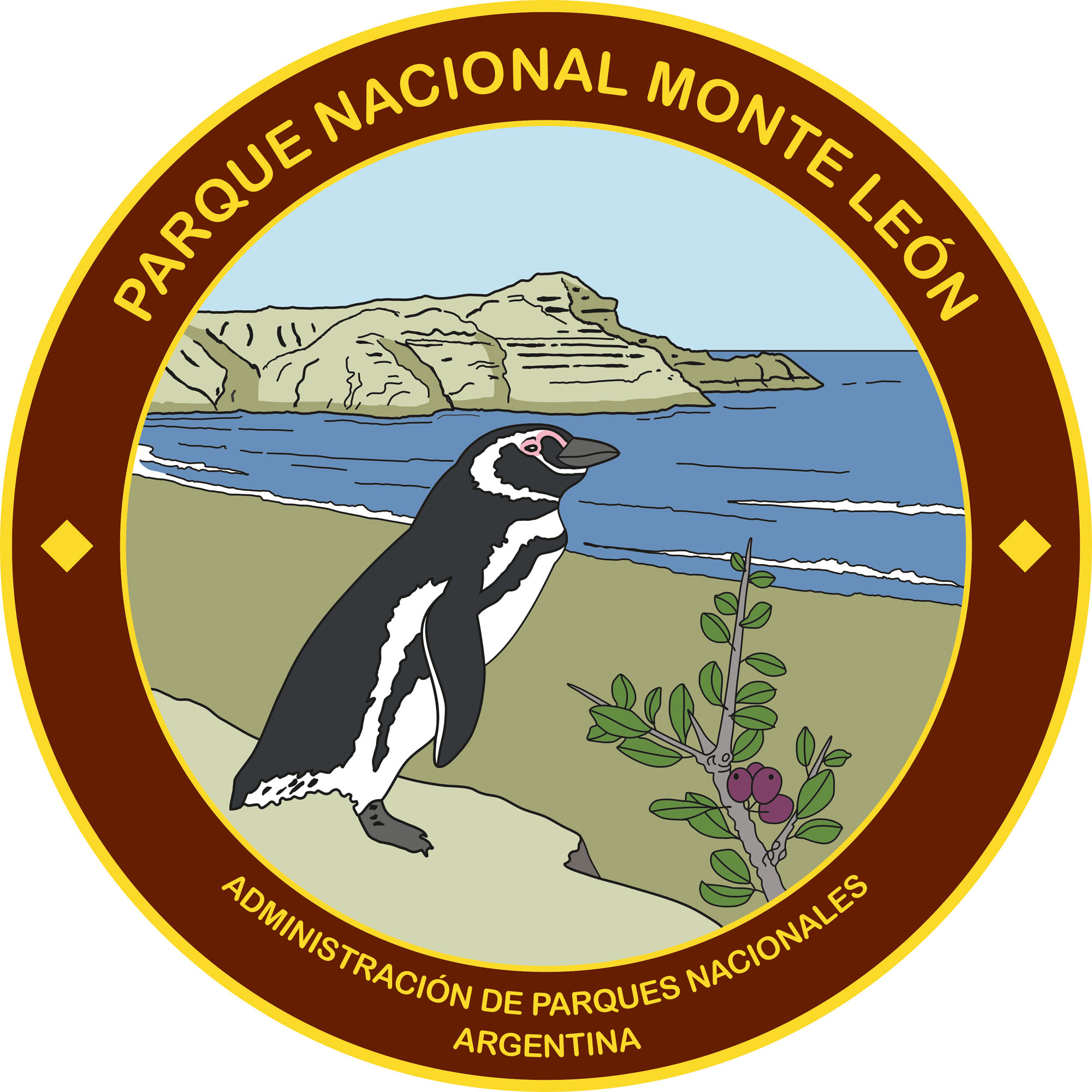
Emblema Parque Nacional Monte León

En 2000, a través de la ONG Conservación Patagónica —dirigida por su esposa: Kristine Tompkins— se adquirieron las tierras, hasta ese momento destinadas a la cría de ovinos, y se las traspasó a la Fundación Vida Silvestre Argentina mediante un fideicomiso firmado el 27 de abril de 2001, pero con la imposición de que el título de propiedad de las mismas sea transferido a la Administración de Parques Nacionales para que el destino final del área sea integrar el sistema federal de áreas protegidas de Argentina. La superficie inicial fue de 55 998,55 ha, pero luego se modificó el fideicomiso para sumar 4800 ha de la Estancia Doraique.
En 2002 las tierras que componen el área protegida fueron entregadas en donación al Estado Nacional por la Fundación Vida Silvestre Argentina. 
La ley n.º 2671 de la provincia de Santa Cruz sancionada el 11 de marzo de 2004 -y promulgada por el decreto n.º 789/2004- cedió al Estado Nacional el dominio y jurisdicción del área a fin de que sea destinada a crear un parque nacional, con excepción de la reserva provincial Isla de Monte León.

ARTÍCULO 2.- TRANSFIERESE a favor del Estado Nacional el dominio y la jurisdicción necesaria para que el Estado Nacional ejerza las competencias previstas en la Ley 22.351 sobre las playas y zonas costeras fiscales adyacentes al área cuya descripción se incluye en el Anexo I, de las islas e islotes contiguos -con excepción de la Reserva Provincial Isla de Monte León- y franja intermareal hasta la línea de base normal, cuyo croquis se adjunta como Anexo II de la presente. A este último respecto, se entiende como línea de base normal, a la línea de bajamar a lo largo de la costa, según la definición establecida en el Artículo 5° de la Convención de las Naciones Unidas sobre el Derecho del Mar, aprobada por la Ley 24.543.

El 20 de octubre de 2004 fue sancionada la ley nacional n.º 25945, promulgada el 10 de noviembre de 2004, mediante la cual se aceptó la cesión de dominio y jurisdicción y se creó el parque nacional, logrando ser en su momento el primer parque marino continental de Argentina.

ARTICULO 1º — Acéptase la transferencia de jurisdicción efectuada por la provincia de Santa Cruz al Estado nacional mediante el artículo 1º de la Ley provincial 2671, sancionada el 11 de marzo de 2004 y promulgada por el decreto 789/04, sobre un área de sesenta y dos mil ciento sesenta y nueve hectáreas, veintiséis áreas, treinta centiáreas (62.169 ha, 26 a, 30 ca), cuyos límites se describen en el Anexo I de la presente.
 ARTICULO 2º — Acéptase la transferencia de jurisdicción y dominio efectuada por la provincia de Santa Cruz al Estado nacional mediante el artículo 2º de la ley provincial 2671, sobre las playas y zonas costeras fiscales adyacentes al área cuya descripción se incluye en el Anexo I de la presente, de las islas e islotes contiguos —con excepción de la Reserva Provincial Isla de Monte León— y franja intermareal hasta la línea de base normal, cuyo croquis se adjunta como Anexo II de la presente. A este último respecto, se entiende como línea de base normal a la línea de bajamar a lo largo de la costa, según la definición establecida en el artículo 5º de la Convención de las Naciones Unidas sobre Derecho del Mar, ratificada por la Ley 24.543.
 ARTICULO 4º — Encontrándose cumplidos los requisitos previstos por los artículos 1º, 3º y concordantes de la Ley 22.351, créase el Parque y Reserva Nacional Monte León, el cual, a partir de la promulgación de la presente, quedará sometido al régimen de la citada Ley de Parques Nacionales, Monumentos Naturales y Reservas Nacionales.

La ley creó el parque nacional propiamente dicho en un área de dominio nacional que comprende 3 parcelas, una superficie de calles y de la ruta nacional 3, totalizando 57 357 ha 78 a 69 ca, mientras que la reserva nacional fue establecida en un área de dominio privado de 4811 ha 47 a 61 ca.   
Por ley n.º 3285 sancionada el 28 de junio de 2012 la Legislatura de Santa Cruz autorizó al Gobierno provincial a suscribir un tratado con la Administración de Parques Nacionales tendiente a la creación del parque interjurisdiccional marino Monte León, abarcando la superficie marítima que incluya el lecho y subsuelo marino. La creación de este parque no se llevó aún a efecto.

ARTÍCULO 2.- El Parque Interjurisdiccional Marino Monte León, abarcará la superficie marítima (incluyendo el lecho y subsuelo marino) del área comprendida dentro de los siguientes límites: al Norte, Lat.: 50º 15`02.6" S, Long: 68º 38`11.8" W al Noroeste; Lat.: 50º 19` 02.14" S. Long: 66º 26`06.86" W; al Sur: Lat.: 50º 28º 22.5" S, Long: 69º 00" 34.2" W; al Sudeste: Lat.: 50º 32`46.93" S, Long: 66º 47`52.99" W.

## El área

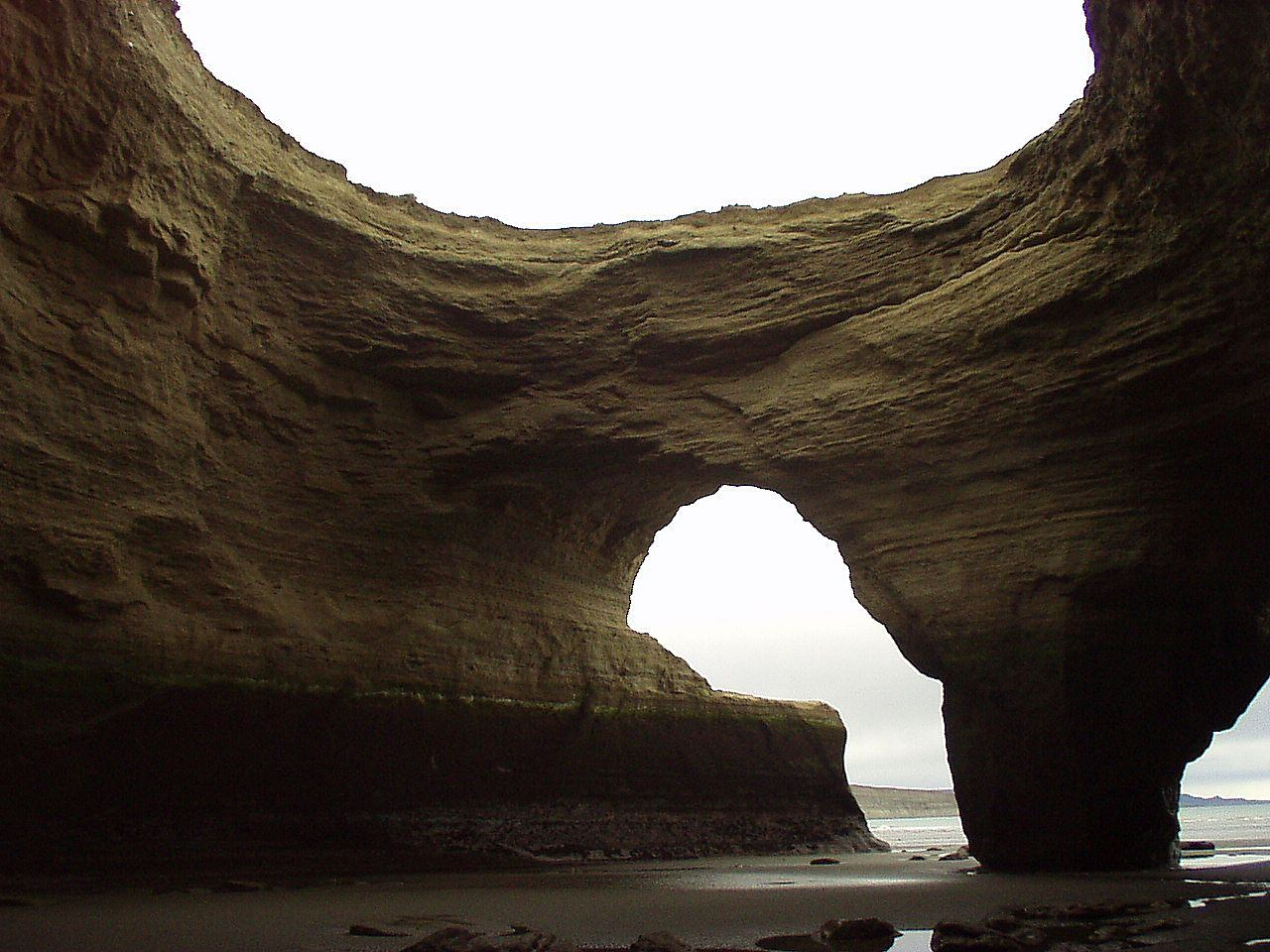

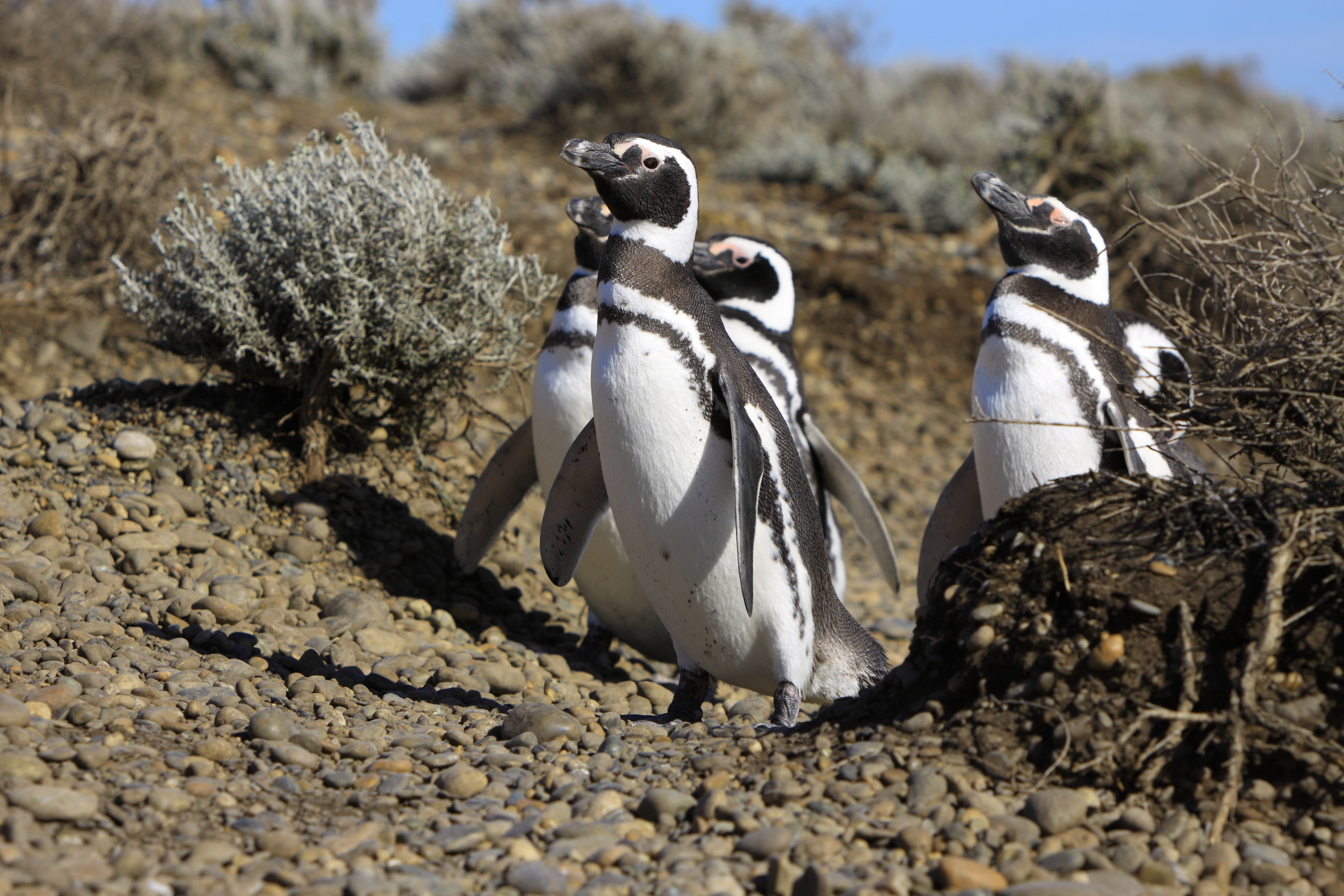
Pingüinos magallánicos.

El motivo fundamental de su creación se basa en el hecho de que constituye una muestra representativa de la biodiversidad costera patagónica en buen estado de conservación, con sitios de valor paleontológico. En esta región se encuentra una importante colonia de pingüinos magallánicos, compuesta por 60 000 parejas de pingüinos. Es la cuarta colonia en importancia del país.
Este parque costero-marino se ubica en el Sudeste de la provincia de Santa Cruz, sobre la RN 3, a 210 km al norte de Río Gallegos. El área protegida en su porción continental es de 61 700 ha, además cuenta con 36 ekm de costas y una zona intermareal. 
El parque nacional está sobre la costa de la bahía Grande (límite este de la provincia de Santa Cruz) en el km 2385 de la RN 3, a 45 km al sudeste de Puerto Santa Cruz. Se extiende desde casi 2 km al noreste del Pico Quebrado, hasta alrededor de 2,5 km al sudoeste del "cañadón Jack". Se incluye un Área Protegida Marina, de 5 km desde la costa a lo largo de costa del parque nacional. Está previsto incorporar un área marina de al menos la misma extensión que el área continental.
Monte León pertenece a las ecorregiones de mar argentino y de estepa patagónica. Ésta representa las cuencas medias e inferiores de los ríos de vertiente atlántica y ciertas cuencas endorreicas. Con clima frío y seco con precipitaciones invernales inferiores a 400 mm, fuertes vientos del Oeste, veranos secos y heladas en casi todo el año. Su vegetación es de tipo arbustiva, bajo la forma de matorrales achaparrados y herbáceas xerófilas.

## Paisajes, flora y fauna

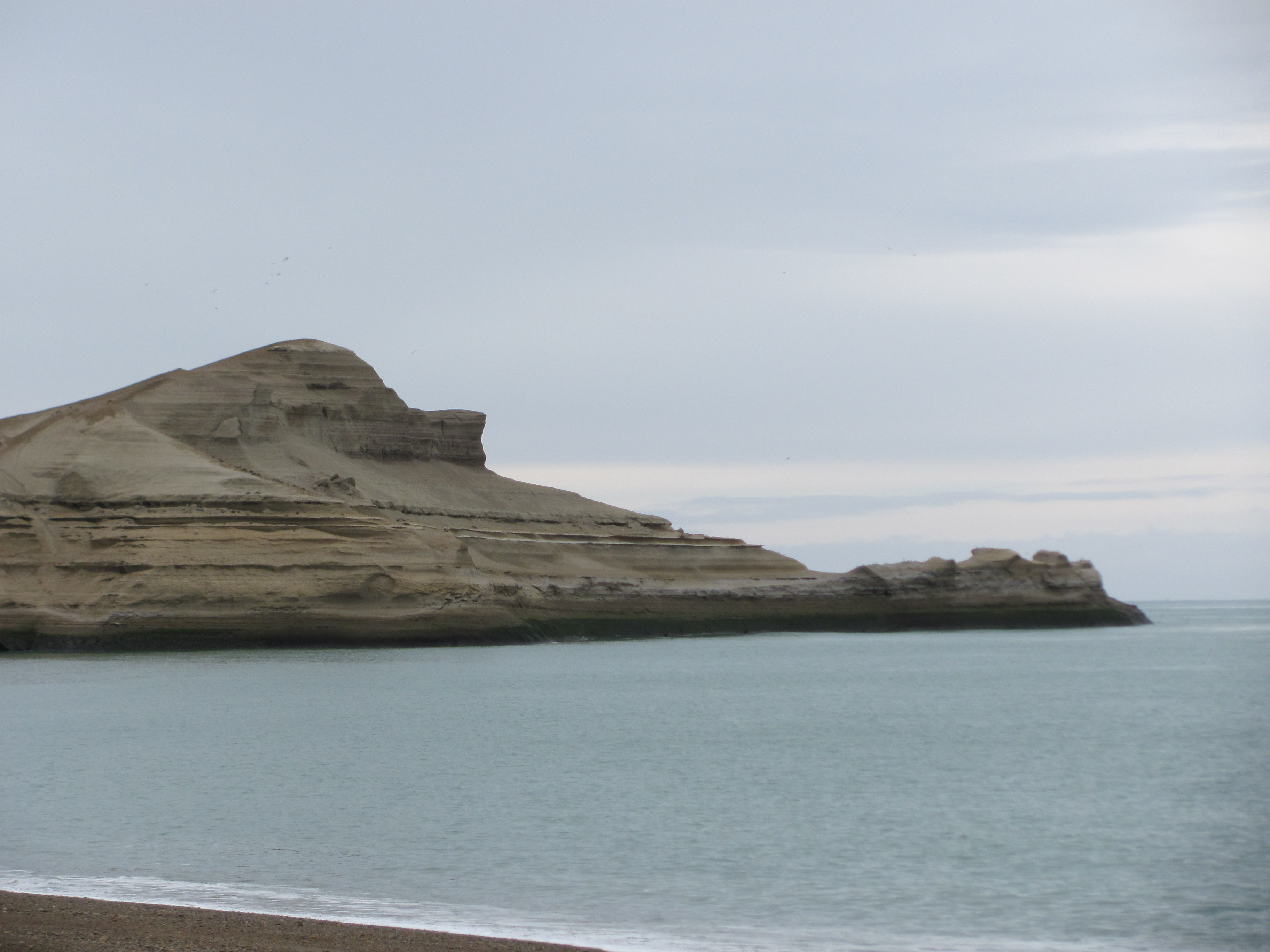
Cabeza de León, que da nombre a la zona

Área compuesta de altos acantilados, islas, roqueríos, pequeñas bahías y playas  restingas que se descubren con la bajamar. El sector costero representa cerca del 1% del litoral marítimo argentino. El mar en esta región es frío, con una importante población de peces. 
El parque nacional cuenta con colonias de cormoranes, gaviotines, pingüinos y otras 20 especies de aves costeras y marinas. Desde la costa, ocasionalmente, se pueden observar apostaderos de lobos marinos de un pelo y cetáceos, como la ballena franca austral. 
Hay una importante colonia de pingüinos magallánicos, compuesta por 60 000 individuos. Es la 4.ª colonia en importancia del país. Las parejas cada año migran para buscar su nido.
En la isla Monte León y en los acantilados encuentran refugio y nidifican 3 especies de cormoranes: el roquero, el gris y el imperial. 

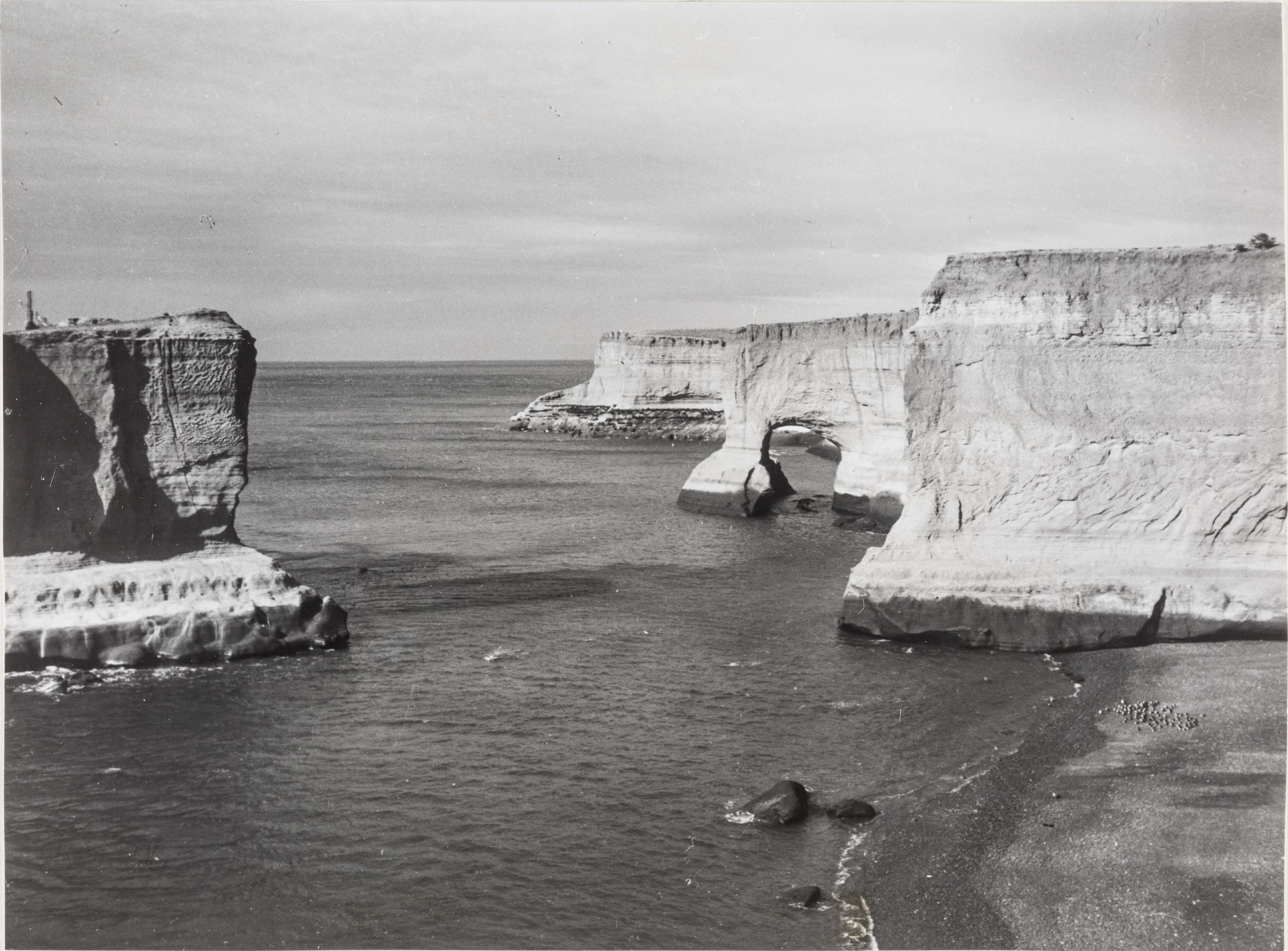
Vista de Monte León en la década de 1940.

Uno de los motivos de la creación del parque, es proteger una porción importante de estepa patagónica costera, hábitat de guanacos, choiques, zorros y pumas.
La estepa patagónica, a primera vista árida, alberga un considerable número de especies vegetales. En las primaveras que siguen a un invierno de mucha nieve o lluvia se puede apreciar la espectacular floración del desierto, incluyendo a pequeñas flores como la topa-topa, la perfumada flor blanca de la mata negra y muchas otras. 
Carlos Spegazzini, considerado el fundador de la botánica en la Argentina, estuvo en el área de Monte León en 1881 como parte de una expedición científica italiana. Allí identificó especies de gramíneas desconocidas hasta entonces. 
El tomillo silvestre fue ampliamente usado en la cocina autóctona. La resina del calafate fue empleada a manera de "chicle" por los aborígenes tsóneca, costumbre a la que los cronistas atribuyen la buena salud y limpieza de sus dentaduras. Otras especies tienen virtudes medicinales. 
Fitogeográficamente, el área es característica del subdistrito fitogeográfico patagónico central santacrucense, del distrito fitogeográfico patagónico central, uno de los distritos fitogeográficos en que se divide la provincia fitogeográfica patagónica.
Según datos de la Administración de Parques Nacionales, algunas de las especies vegetales más características del área de Monte León son:
- Anarthrophyllum rigidum (mata guanaco)
- Atriplex sagittifolia (zampa)
- Berberis heterophylla (calafate)
- Bromus setifolius (cebadilla)
- Calceolaria sp.
- Chuquiraga aurea (quilimbay)
- Distichlis sp. (pasto salado)
- Festuca gracillima (coirón fueguino)
- Hordeum comosum (cola de zorro)
- Lephydophyllum cupressiforme (mata verde)
- Nardophyllum obtusifolium (mata torcida)
- Nassauvia glomerulosa (cola piche)
- Nassauvia ulicina (cola piche)
- Poa ligularis (coirón poa)
- Schinus poligamus (molle)
- Stipa psylantha (coirón pluma)
- Stipa speciosa (coirón amargo o duro)
- Verbena tridens (mata negra)

## Administración
Por resolución n.º 126/2011 de la Administración de Parques Nacionales de 19 de mayo de 2011 se dispuso que parque nacional encuadrara para los fines administrativos en la categoría áreas protegidas de complejidad III, por lo cual tiene a su frente un intendente designado, del que dependen 4 departamentos (Administración; Obras y Mantenimiento; Guardaparques Nacionales; Conservación y Uso Público) y la división de Despacho y Mesa de Entradas, Salidas, y Notificaciones. La intendencia tiene su sede en la ciudad de Puerto Santa Cruz.